# Petasites kablikianus
Espèce
Classification APG III (2009)
Petasites kablikianus est une espèce de plante à fleurs du genre Petasites et de la famille des Astéracées.
C'est une plante herbacée vivace.